# Novembre 1959

## Événements
- Création de l'AELE au traité de Stockholm.
- Syrie : Hourani et Bitar démissionnent de leurs fonctions gouvernementales à la fin de l’année. L’Égypte s’appuie sur les modérés syriens, qui passeront à leur tour dans l’opposition après les nationalisations. Le Parti Baas, dissout au moment de la création de la RAU, se reconstitue clandestinement. C’est le seul parti syrien à posséder un programme : refus de toute ingérence étrangère, réforme agraire, législation du travail. Une organisation militaire de tendance ba’thiste, le Comité militaire, se constitue autour de jeunes officiers, dont Hafez el-Assad et Salah Jedid[1].
- 1er novembre : 
  - Début de la révolution sociale hutu au Ruanda. Exil des Tutsi en Ouganda[2].
  - En Angleterre, ouverture du premier tronçon de la première autoroute anglaise, la M1.
  - Le gardien de but Jacques Plante introduit le masque protecteur durant une partie de hockey.
- 13 au 15 novembre :  
  - En RFA : au congrès de Bad Godesberg, le SPD rompt avec le marxisme en acceptant les principes de l’économie libérale, en renonçant à la séparation de l’Église et de l’État et en se prononçant en faveur de la politique de défense nationale.
  - Mgr Makarios, président de la République chypriote.
- 15 novembre : 
  - Les aéroports écossais de Prestwick and Renfrew deviennent les premiers à offrir des marchandises libres de taxes en Grande-Bretagne. L'aéroport Heathrow près de Londres fera de même rapidement. 
  - Premier vol de l'avion canadien Canadair CL-44.
- 16 novembre : la comédie musicale « La Mélodie du bonheur » (The sound of Music) débute à Broadway avec comme vedette Mary Martin. Ce spectacle sera joué 1443 fois.
- 20 novembre :  
  - L'ONU prie la France de s'abstenir de procéder à des essais nucléaires dans le Sahara.
- À Stockholm, l’Autriche, le Danemark, la Norvège, la Suède, la Suisse, le Portugal et la Grande-Bretagne signent le traité créant l’Association européenne de libre-échange.

## Naissances
- 1er novembre : Daniel Ngoyi Mulunda, homme politique congolais.
- 2 novembre : Paul Morris (musicien), musicien américain, membre du groupe Rainbow de Ritchie Blackmore (États-Unis).
- 3 novembre : Dolph Lundgren, acteur suédois (Suède).
- 5 novembre :
  - Bryan Adams, chanteur canadien (Canada).
  - Wolfgang Doerner, chef d'orchestre autrichien (Autriche).
- 6 novembre : Mark Raymond Speakman, homme politique australien.
- 7 novembre :
  - Richard Barrett (compositeur), compositeur anglais de musique de chambre et de musique électroacoustique (Royaume-Uni).
  - Tina Kieffer, journaliste française (France).
  - James McCaffrey, acteur américain († 17 décembre 2023).
- 8 novembre :
  - Tom Novembre, chanteur et acteur français (France).
  - Christian Garcin, écrivain français (France).
- 9 novembre : Jens Christian Grøndahl, écrivain danois de renommée internationale (Danemark).
- 10 novembre : 
  - Laura Mackenzie Phillips, chanteuse et actrice américaine (États-Unis).
  - Ajay Banga, Chef d'entreprise indien-américain, PDG de Mastercard.
  - Marthinus van Schalkwyk, homme politique sud-africain.
- 11 novembre : Martina Kämpfert, athlète est-allemande, première athlète à courir le 800 m en moins de 2 minutes (Allemagne).
- 12 novembre : Martin Parfait Aimé Coussoud-Mavoungou, homme politique congolais († 14 mars 2022).
- 14 novembre : Mireille Perrier, actrice française (France).
- 15 novembre : Timothy Creamer, astronaute américain (États-Unis).
- 16 novembre :
  - Bert Cameron, athlète jamaïcain.
  - Riccardo Maritozzi, footballeur italien.
- 18 novembre : 
  - Marie-Dominique Simonet, femme politique belge de langue française (Belgique).
  - Aliou Boubacar Diallo, homme d'affaires et homme politique malien.
- 19 novembre :
  - Richard Attias, homme d'affaires français, d'origine marocaine, Président de Publicis Events (France).
  - Lila Hanitra Ratsifandrihamanana, femme politique malgache, ancienne ambassadrice de Madagascar (Madagascar).
  - Allison Janney, actrice américaine (États-Unis).
- 20 novembre : Sean Young, actrice américaine (États-Unis).
- 22 novembre : 
  - Jean-Marie Besset, auteur français.
  - Geoff Regan, homme politique de la circonscription fédérale de Halifax-Ouest.
- 23 novembre : Maxwell Caulfield, acteur de télévision et de théâtre américain d'origine écossaise (États-Unis).
- 24 novembre : Alejandro Mayorkas, homme politique américain et cubain, 7e secrétaire à la Sécurité intérieure des États-Unis depuis 2021.
- 25 novembre :
  - Harlem Désir, homme politique français, ancien président de SOS Racisme (France).
  - Charles Kennedy, homme politique écossais, ancien chef du parti démocrate libéral au Royaume-Uni (Écosse).
  - Steve Rothery, musicien, guitariste anglais, membre du groupe Marillion (Royaume-Uni).
- 26 novembre : Jamie Rose, actrice américaine (États-Unis).
- 27 novembre : Charlie Burchill, musicien, compositeur écossais, cofondateur avec Jim Kerr du groupe Simple Minds (Royaume-Uni).
- 28 novembre :
  - Judd Nelson, acteur, producteur et scénariste américain, membre du Brat Pack (États-Unis).
  - Stephen Roche, champion cycliste irlandais (Irlande).
- 30 novembre :
  - Sylvia Hanika, joueuse de tennis allemande (Allemagne).
  - Lorraine Kelly, journaliste et présentatrice de télévision écossaise (Écosse).

## Décès
- 6 novembre : Ivan Leonidov, architecte, peintre et enseignant russe (° 9 février 1902).
- 17 novembre : Heitor Villa-Lobos, compositeur brésilien.
- 19 novembre : Joseph Charbonneau, archevêque de Montréal.
- 23 novembre : William McNair Snadden, homme politique britannique (° 15 janvier 1896).
- 25 novembre : Gérard Philipe, acteur français (° 1922).
- 28 novembre ; Albert Devèze, homme politique belge (° 6 juin 1881).